# 保羅·奧利維拉
保羅·奧利維拉（葡萄牙語：Paulo Oliveira；1992年1月8日—）是一位葡萄牙足球運動員，在場上的位置是中後衛。他現在效力於葡萄牙足球超級聯賽球隊布拉加。他曾代表葡萄牙U21國家足球隊參賽。